# Parroquia Caucagüita
Caucagüita o la Parroquia La Caucagüita es una de las 5 subdivisiones administrativas en las que se organiza el municipio Sucre del estado Miranda, y es además unas de las 32 parroquias de la llamada Área metropolitana de Caracas, al centro norte del país sudamericano de Venezuela.
La Autopista Gran Mariscal de Ayacucho atraviesa la jurisdicción de este municipio en el tramo hacia Guarenas. En la misma se ubican el túnel de Turumo y la entrada a Parque Caiza.

## Historia
Su nombre proviene de la voz indígena cumanogota «Caucagua» (transformado en un diminutivo, Caucagüita) que quiere decir "lugar de aguas impetuosas y tempestuosas". Su territorio ha estado vinculado desde el inicio a los cambios que desembocaron en la creación del actual municipio sucre. En 1822 ya formaba parte de un cantón, y en 1991 después de la transformación del Distrito Sucre en Municipio adquiere la condición de Parroquia.
Originalmente una Hacienda de nombre Caucagüita, esta última destaca por haber tenido dentro de sus límites una propiedad de uno de los heroes nacionales de Venezuela José Félix Ribas y una propiedad adicional de unos los personajes más ilustres de la historia venezolana Don Andrés Bello, quien fuese maestro de Simón Bolívar.
Los primeros habitantes llegaron en el primer gobierno del entonces presidente Carlos Andrés Pérez como parte de unos urbanismos formales,  aunque gran parte de ellos llegarían después en asentamientos irregulares.
Con la constitución de 1999 la parroquia al igual que todo el Municipio Sucre pasó a ser parte integrante del Distrito Metropolitano de Caracas.

## Geografía
Se trata de la parroquia más extensa de las que forman el Municipio Sucre con 5400 hectáreas o 54 kilómetros cuadrados de superficie. Posee una población de 64.048 habitantes para el 2010 por lo que es la cuarta parroquia más poblada del Municipio.

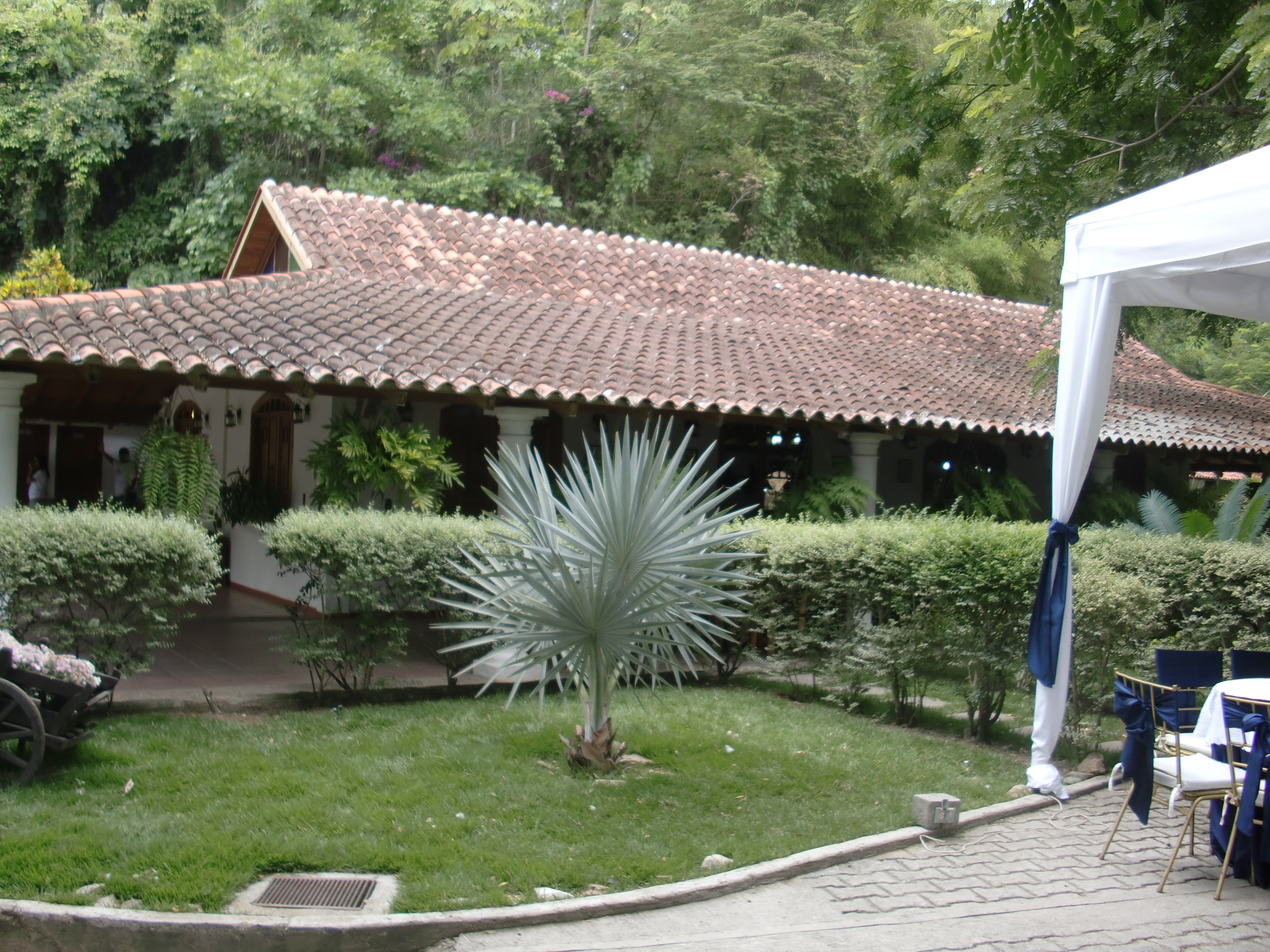
Centro Agro Turístico Mis Potrillos Caucaguita Caracas Venezuela

Se encuentra ubicada en el extremo noreste del Área metropolitana de Caracas, limita al norte con el Estado La Guaira (también llamado La Guaira), al oeste con las parroquias Petare y La Dolorita, al sur con la parroquia Filas de Mariche, y al este con el Municipio Plaza.
Su territorio se halla entre los 890 y 940 metros sobre el nivel del mar.